# Бовенія
Бовенія (Bowenia) — рід голонасінних рослин класу саговникоподібні (Cycadopsida). Рід включає два види живих і два види викопних рослин. Рід названий на честь Джорджа Ф. Бовена (1821—1899), першого губернатора штату Квінсленд.

## Опис
Малий кущ висотою до 2 м включаючи листя. Стовбур м'ясистий, розгалужений, підземний, бульбовий. Корінь стрижневий, горбистий. Над землею ростуть листки й шишки. Листки прямостоячі, аркові, перисті. Жіночі шишки великі, круглі. Чоловічі шишки циліндричний, близько 7,5 см в довжину і в ширину 2,5 см, від білого до кремового кольору. Вони недовговічні і швидко розпадаються після поширення пилку. Саркотеста (плід) кремово-рожевого або червонуватого кольору. Число хромосом, 2n = 18.

## Поширення
Два живі види ростуть у штаті Квінсленд, неподалік океану від низовин до помірної висоти або плоскогір'я. Знайдені всередині або на периферії лісів на охоронних схилах у відкритому лісі і в прибережних районах. Ґрунти — добре структуровані суглинки; пожежі там рідкісні.
Викопний вид, Bowenia eocenica відомо з родовищ у вугільній шахті у штаті Вікторія, Австралія, Bowenia papillosa відомий з родовищ в Новому Південному Уельсі. Обидві скам'янілості еоценового віку.

## Використання
Листя використовується для декоративних цілей в промислових масштабах. Рослини особливо популярні декоративні: через їх невеликий розмір і тіневитривалість.